# David (1977)
David ist ein niederländischer animierter Kurzfilm von Paul Driessen aus dem Jahr 1977. Die englische Version wurde von Peter Bierman und die niederländische von Aart Staartjes eingesprochen.

## Handlung
Ein Riese versucht vergeblich, den kleinen David zu erschlagen. Am Ende bringt David ihn zu Fall, wobei der Riese im Erdboden versinkt, und David geht lachend davon. David ist so klein, dass er für das bloße Auge nicht sichtbar ist. Er erschreckt so einen Zwerg, der einem anderen von dem kleinen Männchen berichtet, doch entgegnet der andere Zwerg, dass er nicht an Märchen glaube. David geht weiter und zeigt sich dem Zuschauer auf verschiedene Weise, so wirft er seinen eigenen Schatten auf den Boden und bläst einen Luftballon auf, der ihn kurz in die Höhe trägt. Schließlich lässt er einige Tropfen Tinte aus seinem Füller auf den Boden fallen. Er tritt hinein und hinterlässt auf seinem weiteren Weg eine Spur. Dies bringt einen Vogel dazu, sich auf ihn zu stürzen, doch kann David den Vogel erfolgreich bekämpfen. Es bleiben neben David auch zahlreiche Federn zurück. Ein Mann kommt mit seinem Sohn zum Schauplatz des beendeten Kampfes. Der Mann erklärt dem Jungen, dass irgendein Wesen den armen kleinen Vogel so misshandelt haben muss. Er empört sich über die Großen, die die Kleinen nicht Leben lassen, und tritt beim Gehen David tot. Zurück bleibt eine kleine Tintenpfütze.

## Auszeichnungen
David gewann 1977 den Grand Prix (später Cristal d’Annecy) des Festival d’Animation Annecy.